# بيلي جيفري
بيلي جيفري (بالإنجليزية: Billy Jeffrey)‏ (25 أكتوبر 1956 في المملكة المتحدة - ) هو لاعب كرة قدم بريطاني في مركز الوسط. لعب مع أكسفورد يونايتد ونادي بلاكبول ونادي نورثامبتون تاون ونادي كيترينغ تاون.